# Le Limier (film, 2007)
Pour les articles homonymes, voir Limier et Sleuth.
Pour plus de détails, voir Fiche technique et Distribution.
Le Limier (Sleuth) est un film britannique réalisé par Kenneth Branagh et sorti en 2007. C'est une adaptation de la pièce de théâtre du même nom d'Anthony Shaffer.

## Synopsis
Milo Tindle, jeune comédien au chômage, se rend chez Andrew Wyke, millionnaire et auteur de romans policiers. Son objectif : convaincre le romancier de divorcer de son épouse avec qui il vit désormais. Sans vraiment accepter, Wyke propose un marché à Milo Tindle : l'aider à simuler le cambriolage de sa propriété, afin de toucher l'argent de l'assurance. C'est le début d'un duel implacable entre deux intelligences rivales, entre deux hommes qui sont peut-être moins opposés qu'il n'y paraît.

## Fiche technique
Sauf indication contraire, les informations mentionnées dans cette section peuvent être confirmées par la base de données cinématographiques IMDb,  présente dans la section « Liens externes ».
- Titre francophone : Le Limier
- Titre original : Sleuth
- Réalisation : Kenneth Branagh
- Scénario : Harold Pinter, d'après la pièce Le Limier d'Anthony Shaffer
- Musique : Patrick Doyle
- Photo : Haris Zambarloukos
- Décors : Tim Harvey
- Montage : Neil Farrell
- Sociétés de production : Castle Rock Entertainment et Riff Raff Productions
- Pays de production :  Royaume-Uni,  États-Unis
- Genre : drame, thriller
- Durée : 86 minutes
- Dates de sortie : 
  - Royaume-Uni : 23 novembre 2007
  - France : 13 février 2008

## Distribution

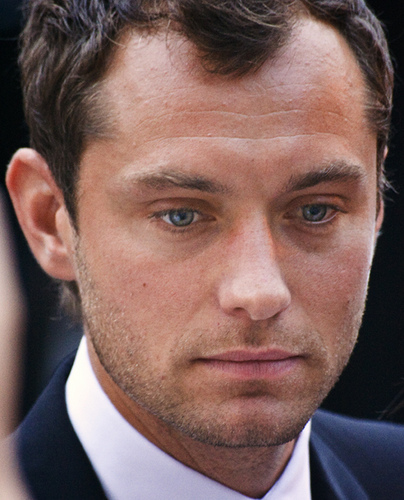
L'acteur principal Jude Law à la première du film au TIFF 2007.

- Michael Caine (VF : Dominique Paturel) : Andrew Wyke
- Jude Law (VF : Jean-Pierre Michael) : Milo Tindle
- Harold Pinter : l'homme à la télévision
- Carmel O'Sullivan : Marguerite Wyke (non créditée)
- Kenneth Branagh : l'autre homme à la télévision (non crédité)

## Production
Michael Caine jouait Milo Tindle dans l'adaptation de 1972 (dans lequel il était d'ailleurs déjà doublé en français par Dominique Paturel), tandis que pour cette version, il incarne le rôle tenu par Laurence Olivier trente-cinq ans auparavant.
Le tournage a lieu dans les Twickenham Film Studios. Il a lieu dans l'ordre chronologique.